# 王锡 (唐朝)
王锡，8世纪时唐朝官员，向吐蕃传播佛教禅宗者。
王锡初任河西觀察使判官。吐蕃占领河西走廊后，他跟随敦煌大乘禅师摩诃衍，研习佛教禅宗经义，为敦煌蕃汉僧俗宣讲禅宗之道。791年至794年，吐蕃赞普赤松德赞邀请摩诃衍，赴吐蕃倡导禅宗明义，他随同前往。先后在逻些、昌珠、琼结等地传授禅宗，几年间，汉地禅宗风靡吐蕃，吐蕃朝野人士很多人信奉，有王妃、大臣出家为僧尼之人。摩诃衍以顿门之见（顿悟）与吐蕃渐门之见（渐悟）进行长期辩论。王锡返回敦煌后，亲撰《顿悟大乘正理决并序》详记此事，作为敦煌文献，流传至今。王锡不断与吐蕃赞普书信往还，以佛理劝导赤松德赞“精修六度，拯拨四生”，推动了吐蕃与唐朝息战睦好。